# Naufrágio de um Cargueiro (Turner)

Naufrágio de um Cargueiro  é uma pintura a óleo sobre tela do pintor inglês Joseph Mallord William Turner de cerca de 1810 e que se encontra actualmente no Museu Calouste Gulbenkian, em Lisboa.
A composição de O Naufrágio de um Cargueiro destaca o próprio evento do naufrágio, muitas vezes considerado como sendo do navio Minotauro o que causou confusão, evento que ocupa o primeiro plano da imagem, em contraste com a obra anterior O Naufrágio de 1805 (em Galeria).
Turner executou várias pinturas de grandes dimensões na década iniciada em 1800 em que representava catástrofes naturais e tempestades no mar, tendo iniciado em 1801 com The Bridgewater Sea Piece (de Coleção Particular em depósito na National Gallery, Londres, também em Galeria) e o referido O Naufrágio (Tate Britain, Londres) com o qual a obra da Gulbenkian apresenta semelhanças evidentes.

## Descrição
O convés do navio mercante ocupa o lado esquerdo, rolando de lado à medida que se afunda, já sem mastros, e os marinheiros abandonando em pequenos botes, alguns procurando salvar-se para outros barcos a partir dos destroços de mastros e velas em primeiro plano.
A construção do espaço, deliberadamente assimétrico e caótico, desenvolve-se a partir de diagonais de mastros e remos quebrados que se justapõem a curvas de redemoinhos de águas em turbilhão. O elemento humano, insignificante e perdido, encontra-se irremediavelmente submetido à voragem violenta das ondas.
Nas pinturas de naufrágios, os pintores usavam técnicas de composição tradicionais que Turner aprendeu de mestres holandeses anteriores, por exemplo do Barcos em Mar Tormentoso (Dutch Fishing Boats in a Rising Gale) (1672) de Willem van de Velde (em galeria). Desde logo a importância de uma vela dominante, uma técnica chave, salientando o dramatismo e as diagonais e ângulos de fragilidade dos remos, mastros, sendo estes justapostos ao redemoinho das ondas e ao cinzentismo das nuvens.
A composição insere-se num ambiente de grande sensibilidade face à inclemência da natureza, dentro da melhor tradição inglesa de pintura do género, e na qual o tema dos naufrágios, num país marítimo por excelência, foi sempre muito importante. Turner não só absorve o legado da lição holandesa – de van de Velde em particular – como associa à sua expressão pictórica o peso do imaginário coletivo da época, vivido pelos seus contemporâneos de forma verdadeiramente emotiva e obsessiva.
E segundo David B. Brown, mais do que representações de acontecimentos particulares como se de reportagens jornalísticas se tratassem, pode ser que estes quadros extraissem a sua energia de outro lado; da transformação e ampliação por Turner da linguagem da pintura de ambientes marítimos francesa e holandesa - tal como nos seus quadros de avalanches e tempestades de neve nos Alpes - uma visão totalitária da natureza que só pode ser explicada no contexto da luta contra o imperialismo napoleónico.

## História
Naufrágio de um Cargueiro foi associado no passado ao naufrágio do navio Minotauro, ocorrido em Dezembro de 1810, hipótese entretanto abandonada. A pintura foi concluída por volta de 1810 quando o naufrágio do Minotauro era notícia de primeira página e na Inglaterra os sentimentos estavam exaltados devido à falha dos holandeses em lançar uma tentativa de salvação. Mas os primeiros esboços para a pintura datam de cerca de 1805, pelo que o Minotauro não poderia ter sido a inspiração original da composição. Aparentemente os títulos das pinturas eram alterados com bastante frequência.
Apresentado inicialmente como O Naufrágio do Minotauro, ocorrido na costa holandesa, a 22 de dezembro de 1810, o catálogo indicava que havia sido pintado entre 1810-1812 "...para o pai do conde de Yarborough que o comprou em 1810" (Butler, & Joll, 1984). O Minotauro afundou-se tendo perecido 570 das 680 pessoas a bordo - sendo a 74ª  embarcação a afundar-se ao largo da costa holandesa desde o início do século XIX.
Por outro lado a associação da pintura ao naufrágio do navio Minotauro pode ser posta de parte por um pagamento efectuado pelo comprador, o Hon. Charles Pelham, a Turner em Maio de 1810, antes portanto de ter ocorrido aquela tragédia.
Adquirida por Charles Pelham, 1.º conde de Yarborough; Esteve na posse dos Condes de Yarborough (1846-1875) e depois de Charles A. W. Pelham, 4.º conde de Yarborough (1875-1920). Adquirida por Calouste Gulbenkian a 24 de julho de 1920.

## Recepção
Eric Wedwards cita que o "...quadro é uma grande imagem de um evento terrível ... a enorme tragédia da cena é transmitida na poesia mais sublime da arte" (Athenaeum, 1849), que não se sabendo de forma definitiva se se trata de um naufrágio em particular, "... a força narrativa da pintura enquadra-se numa tradição de pinturas de naufrágio, baseadas em acontecimentos reais ..." (Gaunt, 1992), e que no quadro um vendaval transformou-se numa tempestade e todos os figurantes estão à mercê do mar que sumerge o espectador cujo "...ponto de vista é do fundo entre ondas." (Vaughan, 1994).
Já de acordo com David Blayney Brown, Turner, em 1810, regressou ao tema com um quadro ainda maior e mais expressivo de um navio de transporte que recebeu comentários elogiosos dos seus contemporâneos. Quando foi exibido na British Institution em 1849, um crítico observou que transmitia uma "profunda tragédia ... na poesia mais sublime da arte". Numa exposição em Edimburgo, dois anos depois, levou Lady Trevelyan a considerá̃-lo como "uma das mais sublimes e terríveis pinturas que foram produzidas pela mão de um mortal". Descontando a exuberância dos adjetivos, Brown não deixa de atestar a maestria superlativa de Turner. Os dois quadros de naufrágio de Turner libertaram os seus poderes de destruição progressivamente, aumentando o "envolvimento do espectador nas cenas representadas". Em  O Naufrágio da Tate ainda estamos, apenas, como observadores do resgate de sobreviventes de um vórtice de ondas e destroços. No posterior O Naufrágio de um Cargueiro, tornámo-nos parte do assunto, submersos em altas ondas como os marinheiros e soldados condenados cujo terror compartilhamos.

## Galeria

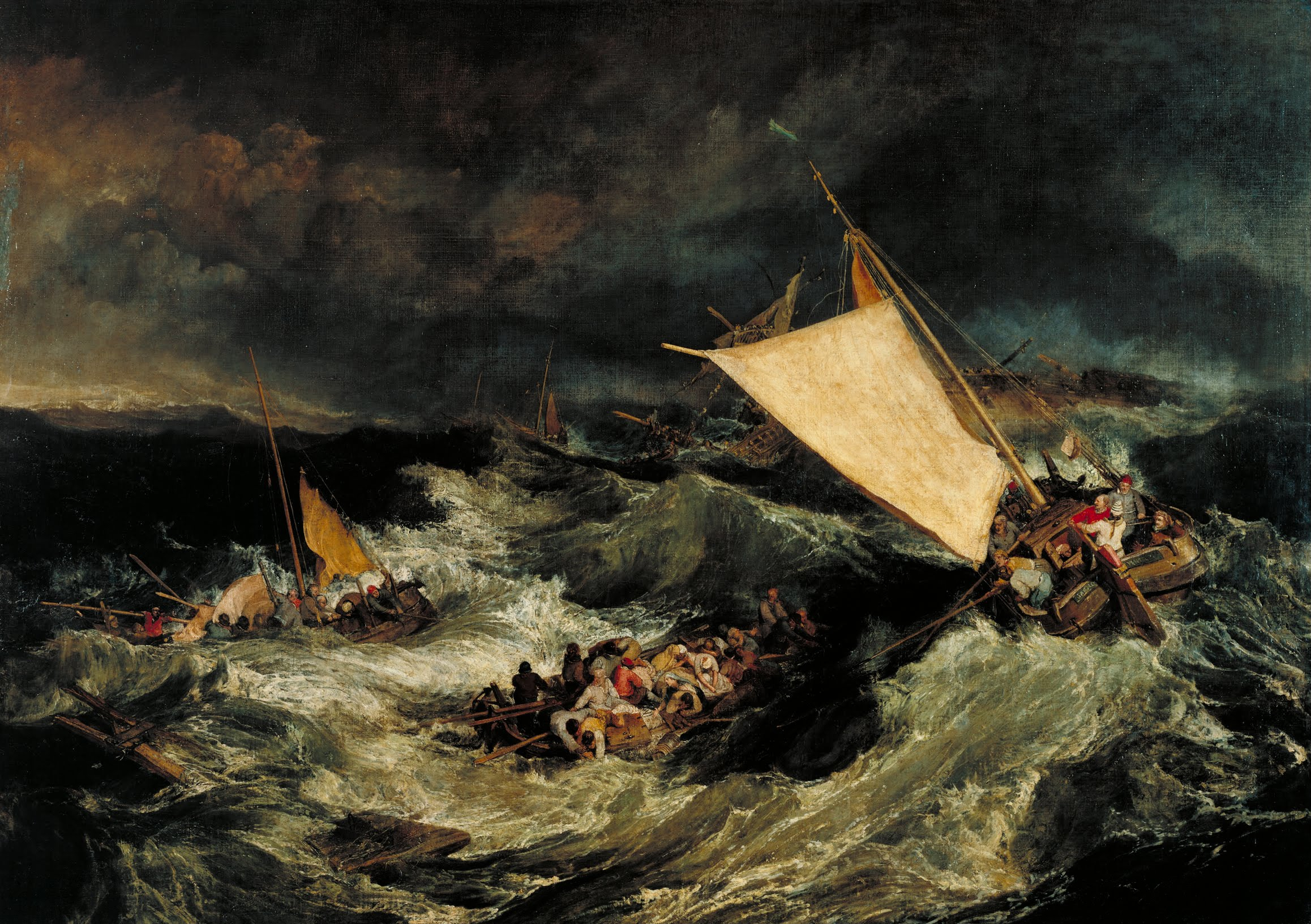
O Naufrágio (1805), Joseph Mallord William Turner, 170,5 × 241,5 cm, Tate Britain
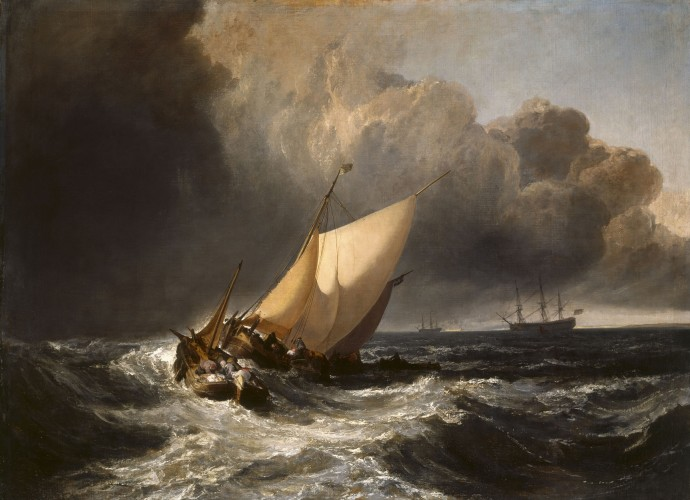
Dutch Boats in a Gale ("The Bridgewater Sea Piece", 1802), Joseph Mallord William Turner, 162.5 × 221 cm, National Gallery, em empréstimo de Coleção Particular
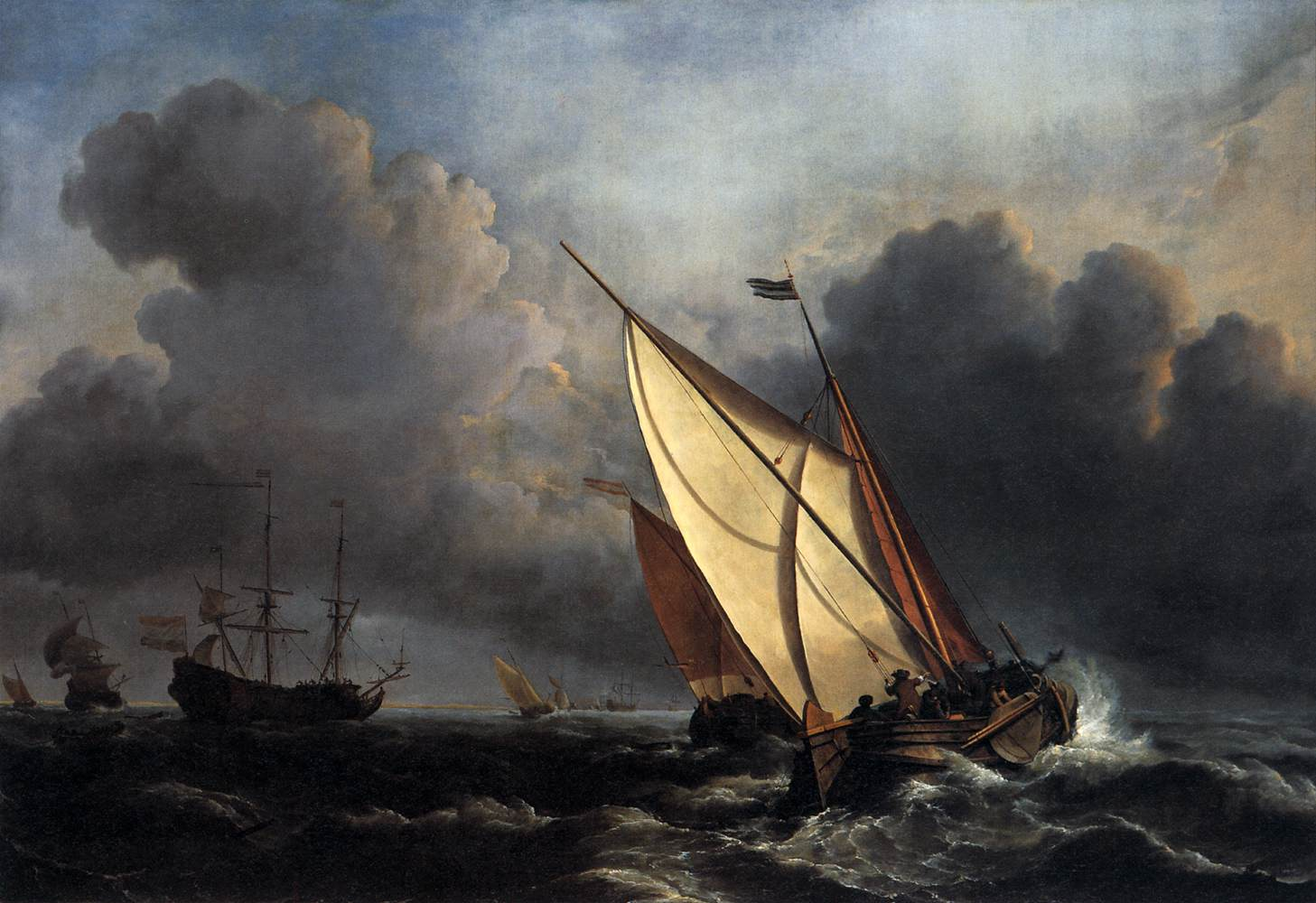
Barcos em Mar Tormentoso (A Rising Gale, 1672), Willem van de Velde, Museu de Arte de Toledo